# Thera juniperata
Thảm Juniper (Thera juniperata) là một loài bướm đêm thuộc họ Geometridae. Nó được tìm thấy ở khắp châu Âu và Cận Đông.

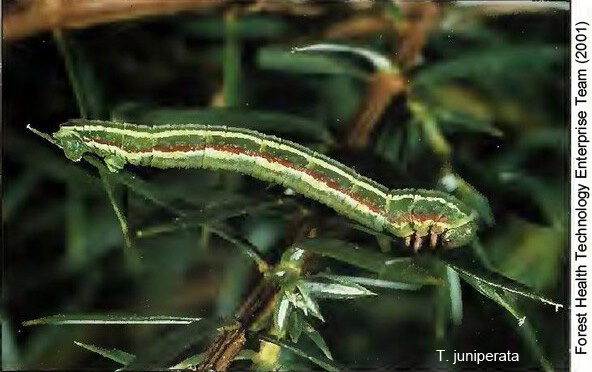
Sâu bướm

Chúng có sải cánh 26–29 mm nhưng loài nhỏ hơn xuất hiện ở Ireland và Scotland. 

## Hình ảnh

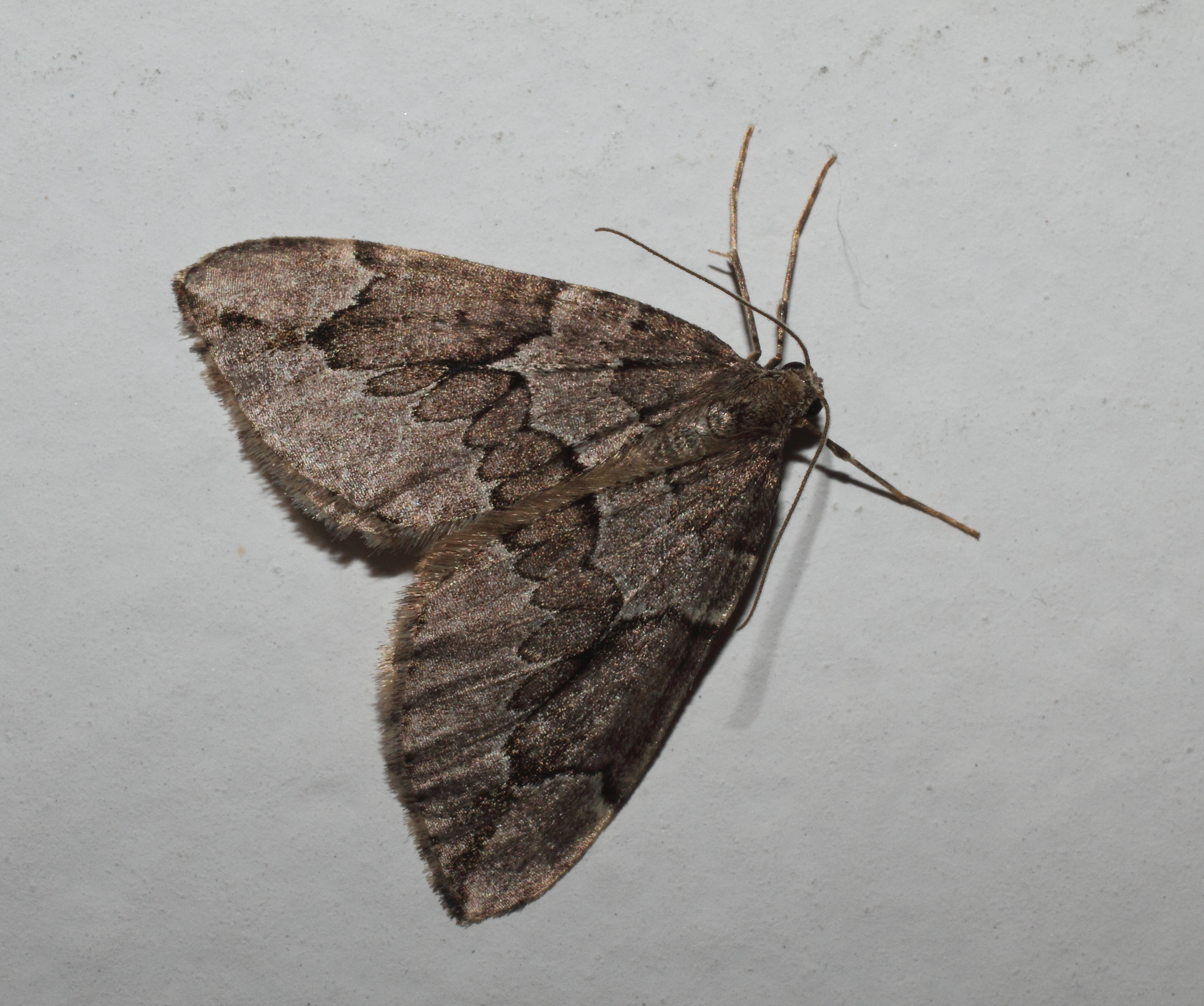
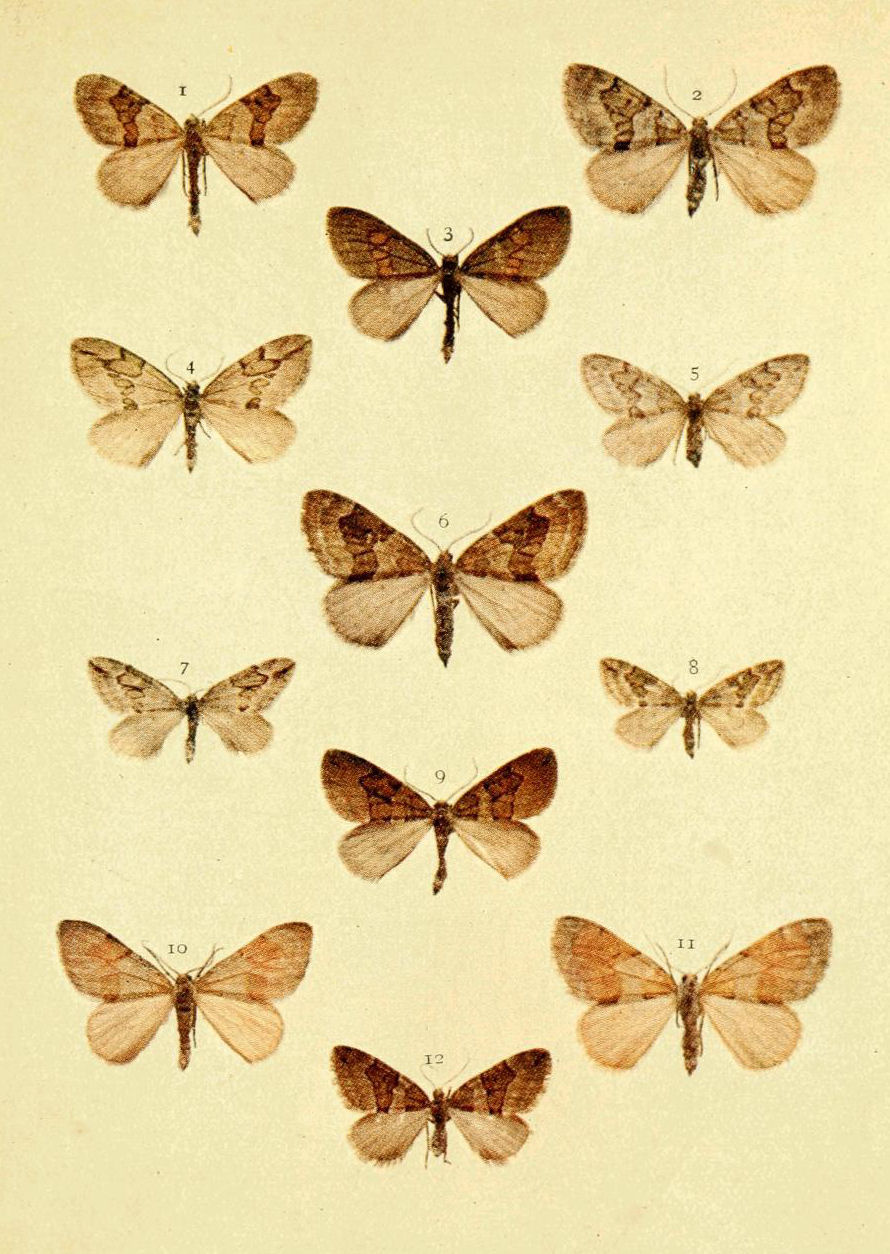
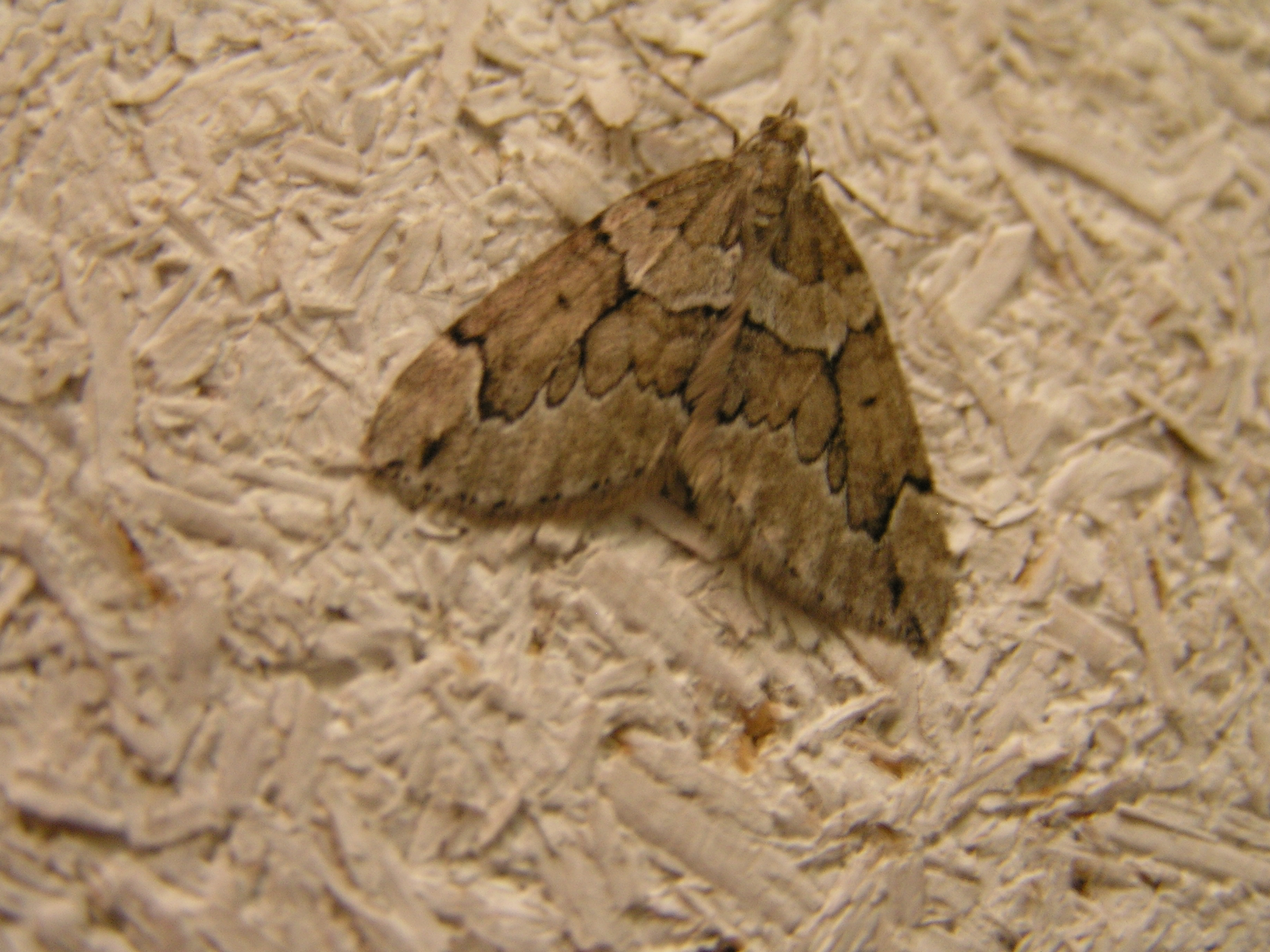
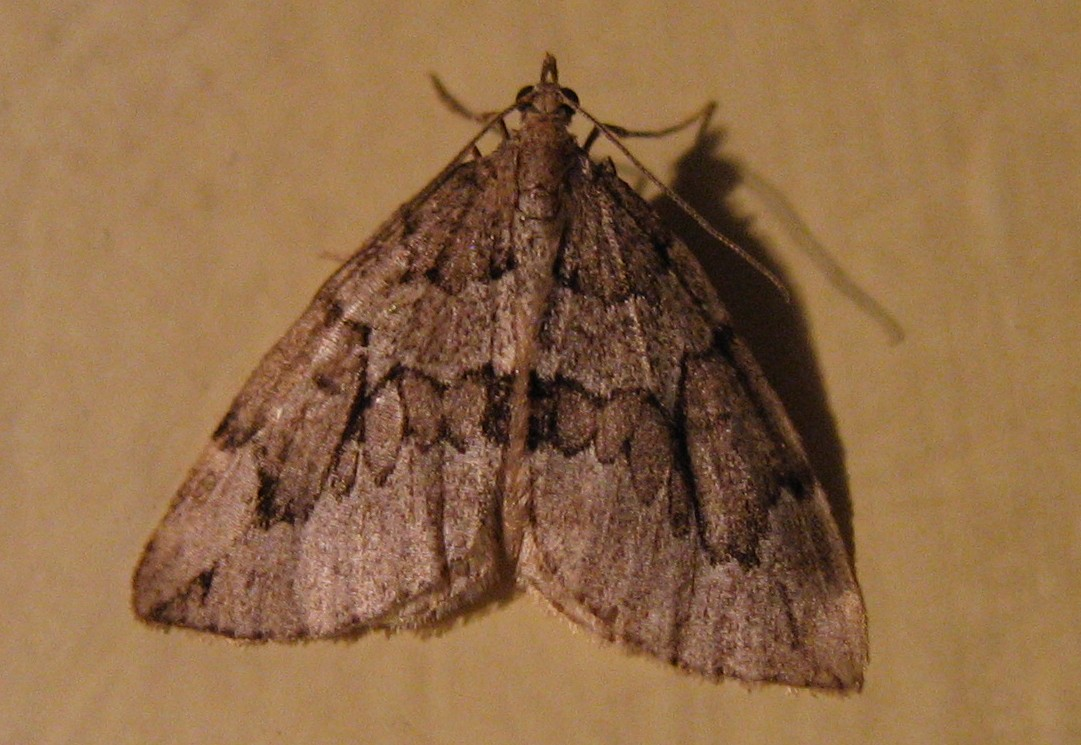